# 亞太大學交流會
亞太大學交流會（英語：University Mobility in Asia and the Pacific, UMAP），成立於1993年，是一個由若干政府、非政府組織和/或大學代表組成的區域性組織，旨在增加高等教育學生和教職員的流動性，加强人員和專業知識的合作與交流。UMAP受到亞太經合會（APEC）的認可，APEC會員國致力參與UMAP計畫。

## 沿革
1991年，澳大利亞大學校長委員會為促進亞太區域教育合作，發起並主辦了兩場會議，邀請香港、日本、臺灣和韓國四地的高等教育機構代表與會。經會議討論，各方決定發起「亞太大學交流會」。第一次會議於1991年4月在香港舉行，第二次會議於1991年9月在坎培拉舉行。在第二次會議中，區域內18個國家和地區的代表同意設立一個諮商小組，會議也因此稱為第一次諮商小組會議。
其後，1992年至1996年又在首爾、臺北、大阪和奧克蘭舉行了追加年度會議。在第四次會議上，與會者呼籲會員國政府設立一個中央獎助基金，以鼓勵本區域的交流，亞太經濟合作會議（APEC）開始公開支持UMAP。1996年的會議討論了UMAP國際秘書處的地點，會後决定在日本設立。
2011年至2015年間，UMAP國際秘書處為天主教輔仁大學，2016年移轉到日本東洋大學。2015年至2024年UMAP臺灣國家秘書處由天主教輔仁大學承接，自2025年起UMAP臺灣國家秘書處由財團法人高等教育國際合作基金會擔任。

### 目標
「UMAP旨在透過增加大學生和教職員工的流動性，加強國際間的相互理解。」

## 會員
會員資格對亞太區域的國家/地區開放。會員可以由政府、教育部/部長、個別大學或大學傘式組織代表。但「個人」不具會員資格。

## 治理及預算
UMAP董事會是最高管理機構。董事會由每個UMAP正式會員的代表組成。每位正式會員都有投票權，但董事會秘書長不能投票。
年度預算以美元編列，UMAP會員需要根據預算繳納會費。會員可以提供額外的自願捐款。這些捐款可以是資金、設施或資源。

## 交換
UMAP交換計畫是一種雙向學生交換計畫，所有學科的大學生和研究生都可以在海外大學完成一至兩個學期的學位課程，學分轉移由UMAP和合作機構管理。

### 母國大學的職責
- 挑選學生和教職員
- 核准學習計畫，包括任何必要的語言培訓
- 確認並向參與的學生和員工分配財務支持
- 出發前提供預備課程
- 認可海外完成的工作，以獲得學位學分[11]

### 辦理大學的職責
- 免除參與師生的學費
- 提供經核准和同意的研究計畫
- 評估參與者的表現，並向母國大學報告
- 提供適當的諮詢和支援服務
- 協助師生提供住宿
- 確保適當的健保[11]

### 交換協定及補助
UMAP不提供個人身份的交換，但UMAP會員國會為各國UMAP計畫提供補助。根據各國之間的協定，學生開支將被豁免，學分轉移將根據UMAP學分轉移計畫進行。交換的補助協定由辦理大學和母國大學簽訂。補助協定也涵蓋醫療機構的資格和維持費。
比如，澳大利亞的大學向UMAP交換計畫申請每人5000美元補助，以補貼學生的參與成本。此外，接受補助的大學需要完成一份報告，以便從該國政府獲得資助。這取決於母國大學和辦理大學、國家之間的協定。

## UMAP學分轉移計畫（UCTS）
UMAP開發了UMAP學分轉移計畫（UCTS），透過學分轉移的框架，促進亞太區域學生的流動性。UCTS的目標是確保UMAP會員國交換計畫的學生，能有效轉移學分。

## 獎學金
2002-2005年期間，UMAP為會員國大學的學生提供獎學金。不過，該計畫目前暫時關閉。

## 類似的計畫
伊拉斯謨計劃（歐洲共同體大學生交流計畫）是歐盟學生的交換計畫。UMAP和伊拉斯謨計畫是區域性組織，兩者相似，特別是學分轉移和學費减免計畫，UMAP採用了類似的方法來促進學生流動。
兩個計劃間有些異同。
|          | 亞太大學交流會      | 伊拉斯謨計劃                             |
| -------- | ------------------- | ---------------------------------------- |
| 學習期間 | 一學期至一年        | 三個月至一年                             |
| 參與者   | UMAP會員國/參與大學 | 歐盟2007至2013年終身學習計畫簽署國的公民 |

## 外部連結
- 官方网站
- 澳洲教育與科技部UMAP （页面存档备份，存于）
- UMAP 台灣國家秘書處 （页面存档备份，存于）